# タクシー

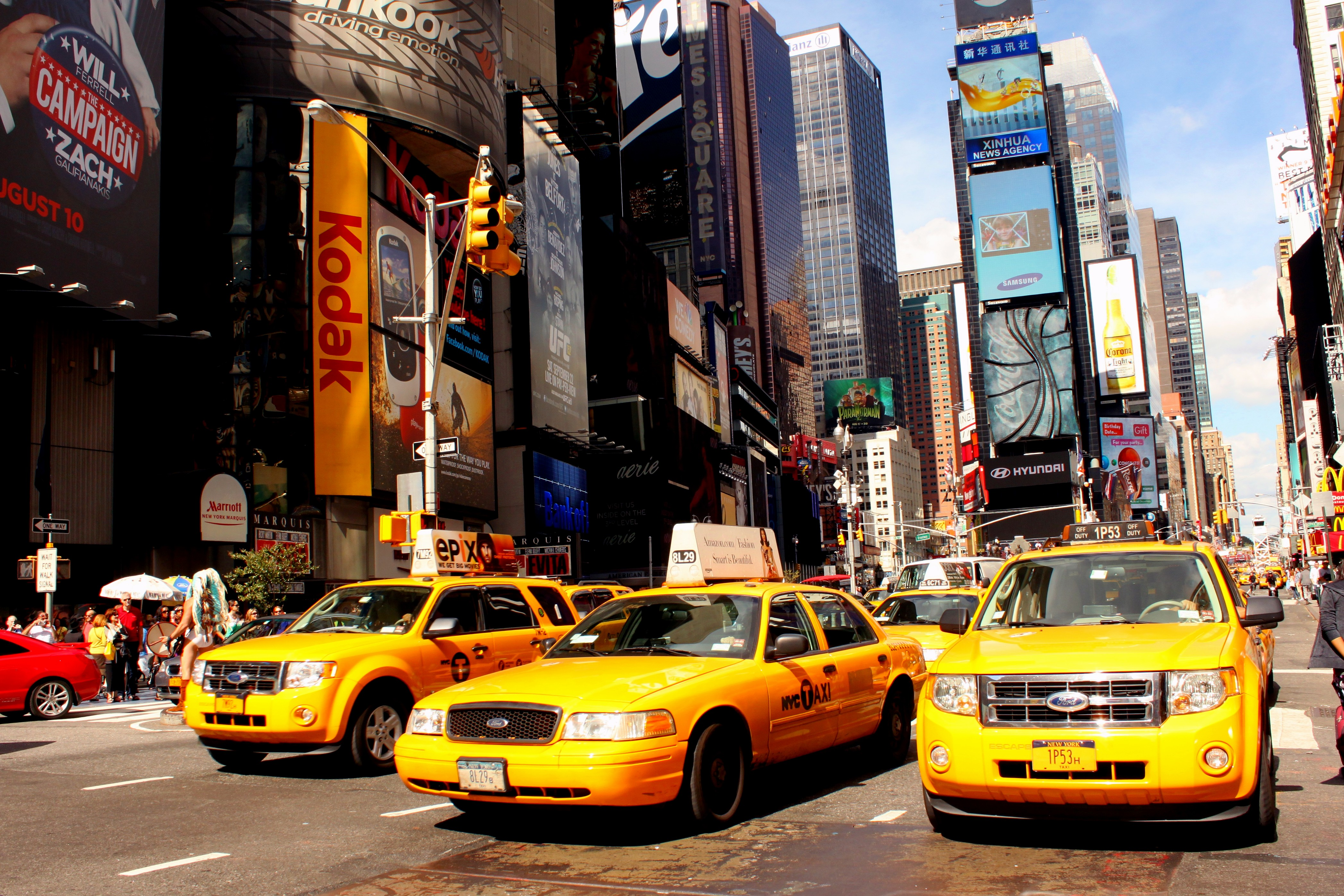
ニューヨークのイエローキャブ。国や地域によっては黄色であることが多いが、日本ではそう定められてはいなく少ない。

タクシー（英語: taxi）は、旅客が旅客自動車の運転手に乗車の申し込みを行い、個別契約で旅客輸送を行う公共交通機関、およびその用に供する車両等である。
一般的に自動車が用されるが、離島などでは船舶の場合もある。
鉄道やバスでは時刻や経路などの運行計画が予め設定され、一度に大量の旅客を輸送するのに対し、タクシーは旅客の意思によって運行内容が決まり、輸送人数も小規模、即ち柔軟性が高い特徴を持つ。

## 語源

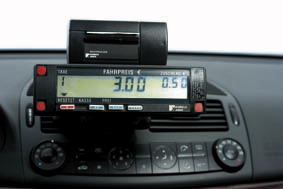
タクシーメーター（ドイツ、ユーロ）

英語のtaxicabという言葉は、taximeter（タクシーメーター）とcabriolet（カブリオレ）の合成語で、「タクシーメーターを備えたカブリオレ」を意味する。
taximeterはドイツ語のTaxameterに由来するもので、古ドイツ語のTaxanomから変化したものである。ドイツ語のTaxe /ˈtaksə/ は税、料金などの意味である。中世ラテン語のtaxaも同じ意味である。taxiという言葉は最終的に、整然とした戦列を指揮する、あるいは納税を命じるという意味のτάσσωに由来する古代ギリシャ語のτάξιςに帰着すると考えられる。なお、この言葉は現代ギリシャ語では「旅」を意味するταξίδιとなっている。meterはギリシャ語で「尺度」を意味するμέτρον (metron)に由来する。
カブリオレは馬車の一種で、フランス語のcabrioler（跳躍する）、イタリア語のcapriolare（宙返りする）、ラテン語のcapreolus（野生のヤギ）に由来する。多くの印欧語において、この語はオープンカーを意味する。
1898年3月9日、パリに初めて、今でいうタクシーメーターを備えたタクシーが登場した。このメーターは、当初はtaxibreadと呼ばれていたが、1904年10月17日にtaximètresに改称された。
1907年初頭までに、ロンドンで「タクシーキャブ」という言葉が使われるようになり、1907年にフランスから600台のタクシーを輸入したニューヨーク・タクシーキャブ・カンパニーのハリー・ナサニアル・アレンはこの言葉を借用した。
タクシーの語源について、16世紀にブルゴーニュ公フィリップから郵便局長に命じられたトゥルン・ウント・タクシス家のフランツ・フォン・タクシス(Franz von Taxis)や、その甥で神聖ローマ帝国の郵便局長だったヨハン・バプティスト・フォン・タクシス(Johann Baptiste von Taxis)に由来するという説があるが、これは誤りである。両者とも、ヨーロッパ全土における迅速かつ信頼性の高い郵便サービスの構築に貢献し、郵便物だけでなく一部では人の輸送も行っていた。

## 前史

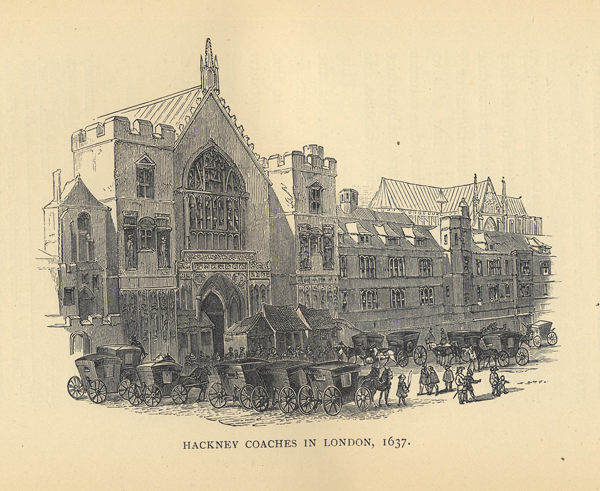
17世紀のハックニーキャリッジの大型四輪馬車。画像はWalter GilbeyのEarly Carriages and Roads （1903年） から。

馬が移動交通手段の中心を担っていた時代では、馬車は、人や荷物の輸送手段として多く用られていた。馬車を所有する者の中には運賃を収受することで、収入を得る者が現れ、タクシーの原型が作られた。日本では江戸時代からの駕籠（かご）や明治からの人力車などが主にその役割を担っていた。

## 仕組み
鉄道駅や市街地の路上に設置されたタクシー乗り場で、旅客が乗務員（運転手）に対して乗車の意思表示を行うことで乗車できる。
乗車後、旅客が乗務員に目的地を伝え、乗務員が了解した時点で運送契約が成立する。目的地に到着したら、所定の方法で定められた運賃を支払うことで、その運送契約は完了となり、旅客は降車できる。運送契約は、一利用ごとの個別運送契約となる。
大都市部では旅客を乗せていないタクシーが走行しながら旅客を探す流し営業も行われており、この場合は挙手により乗車申込をするのが一般的である。
電話やアプリによる注文を受け付けているタクシー会社もあり、それらを用いて任意の場所にタクシーを呼ぶこともできる。

### ウーバー型配車サービスの普及
2009年にアメリカで、顧客がインターネット予約システムを利用し、一般タクシーはもとより登録している一般車両を呼び出すUberに代表される新しいシステムの構築が始まり、2014年12月31日現在、世界で約200万人がUberを利用するなど急速に普及が進んだ。なお、日本では、無許可で乗客から料金を得て旅客輸送を行う事は法令により禁じられている。世界的な普及が拡大する一方で、各国で既存の規制等との軋轢が生じているほか、一般者がサービスを提供することに起因する犯罪も問題視され始めている。

## 料金制度
タクシーは一度の輸送契約ごとに運行内容が異なるため、鉄道やバスのように区間を定めて運賃（料金）を設定し、運賃表などの方式で旅客に対し提示することが困難であるため、運行距離や時間に基づき、以下のような方法が採られる。

### メーター制
車内に運賃を表示するタクシーメーターが設置され、走行距離や時間により運賃を決定する方式である。メーター内の計時機構とタイヤの回転数を取得することで料金の表示が変動するものが大半であるが、近年のGPS技術の進展により、GPSにより走行距離を割り出すシステムが韓国のタクシーに導入されている。メーター制の料金は主に基本料金（初乗り）と爾後料金（その後）で構成されるが、低速時は距離ではなく経過秒数に基づき料金が加算を行う場合もある。例えば東京都多摩地域（武蔵野市・三鷹市を除く）の場合、「初乗り1200mまで500円、以後257m毎に100円を加算、時速10キロ未満走行時は95秒ごとに100円を加算」という体系である。

### 交渉制
乗車前に運転手と交渉し、料金を決める方式。メーターの設置費・維持費はかからないが、交渉力の差で料金が変わってしまうため、公平性・明朗性に欠ける。開発途上国にこの方式のものが多いが、例えば、アメリカ合衆国であっても、ニューヨークなど一部の大都市を除くと比較的多く見られる。これは、メーターの正確性について、公的な担保が得られていないことが一因である。日本でも「円タク」という営業形式があった。

### クーポン制
あらかじめ行き先（地区）ごとに料金が定められており、事前にチケットを購入することによって利用する方式。主に空港タクシーで採用されていることが多い。日本でも似たようなサービスとして「定額タクシー」がある。

### チップ
一部の国（主に欧米文化圏）ではチップの概念があり、提示された料金よりいくらか上乗せして払う慣習がある。ヨーロッパや北アメリカの国々では料金の10%-15%程度をチップとして上乗せして支払う。他の国では、釣り銭端数にあたる金額を運転手に渡したりすることでチップとする場合もある。
運転手はチップを受取れることで、乗客に満足してもらいたい気持ちから、旅客の荷物の積み降しといったサービスをする事がある。

## 乗務員
指定の場所に旅客を安全に輸送する為、運転手（乗務員）には安全運転の知識・技術のほかに、自分が営業する区域の地理知識が必要とされる。中にはカーナビゲーションシステムを導入し、その利用により遠方への輸送が可能になっている。
国や地域によってはタクシー運転業務に従事するのに特別な資格・免許などが必要な場合がある（例として日本の二種運転免許や大都市部における地理試験、ロンドンタクシーのノリッジ試験、ニューヨークのイエローキャブのメダリオン、韓国のタクシー運転資格など）。
営業に必要な運転免許証またはマイナ免許証や資格要件や車庫設備がなく自家用車などを用いて違法に営業するタクシーを白タクという。空港や大都市中心部などでタクシーを利用しようとしている人に声をかけ、乗車後に高額な料金を請求したり、金品を奪われたりする場合がある。白タクの「白」は、日本において正規のタクシーのナンバープレートが事業用を表す緑色なのに対して、自家用車のナンバープレートが白色であることに由来する。
特筆例として、日本では深夜時間帯などで女性がタクシー乗務員としてに従事していることが挙げられる。世界各国においては男女平等が徹底している欧米先進国においても、タクシーの運転に関しては女性の進出はほとんど見られない。なお、台湾においては、夜間に女性が安心して乗車できるよう、女性乗務員のタクシーを呼び出すサービスを行う大手タクシー会社もある。

## 車両

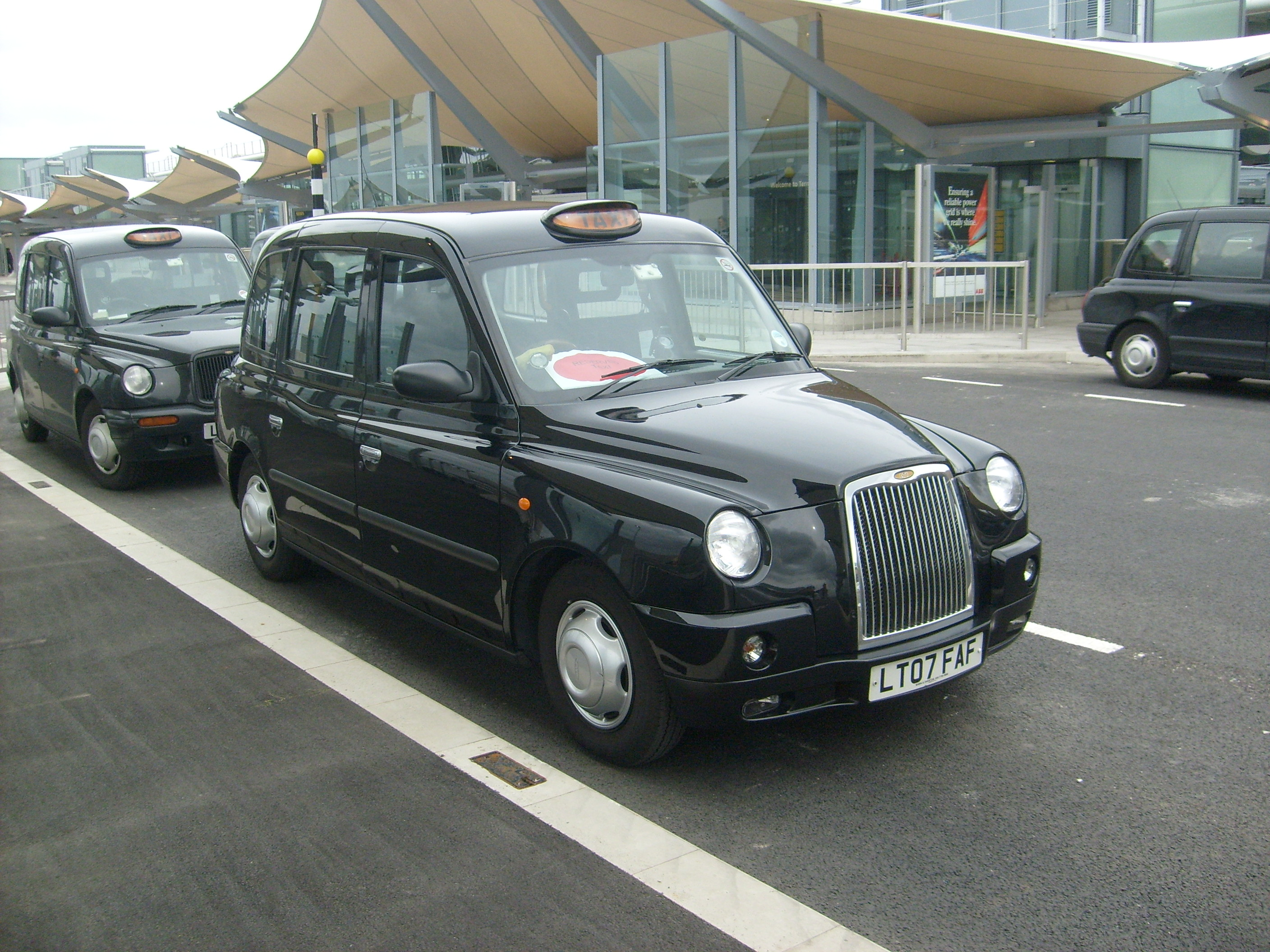
ロンドンのハックニーキャリッジ

主に4ドアセダン型の乗用車が使われるが、ロンドンタクシーなどのように専用車両が用いられている例もある。また、ニューヨークのイエローキャブに代表されるように都市ごとに統一された塗装が施されている場合と、日本では、同じ都市内でも塗装色が異なる場合がある。
後部座席のドアは、運転手が乗客に代わって運転席から開閉するドアを採用している国がある。このドアの仕組みをタクシーに採用したのは日本が世界初であり、本来の意味とは違うが自動ドアと呼ばれる。初期のものは完全な手動であり人力で開閉されていたが、負圧（エンジンの吸気負圧）やを利用してドアを開閉するのもある。スライドドア式の車両を中心に電動のものもある。現在の香港のタクシーでも、同じ仕組みが用いられている。

## 日本のタクシー
日本では、複数の登録乗務員と許可を受けた複数の営業車両で営業する「法人タクシー」と、経営者と運転者が同じで1台のみ営業運行する「個人タクシー」に分類されている。

## 塗装
一部の国では、道路上で目立つように特定の色で塗装されている。
- ロンドン -黒
- ニューヨーク - コーディネーターと連携せず、道路で停止できるすべてのタクシーは黄色。
- オランダ - 黒と黄色
- 香港 -営業区域ごとに色分けされている - 香港島及び九龍九龍地区：赤、屋根は銀色。新界地区：緑、屋根は白色。ランタオ島地区：水色、屋根は白色。

## タクシーに使用される主な車種
アメリカ合衆国（ニューヨーク、シカゴなど）
- イエローキャブ：フォード・クラウンビクトリア、トヨタ・シエナ、トヨタ・カムリ、フォード・エスケープなど

1970年代後半から80年代にかけてプジョー・504、505、また1990年代後半にはいすゞ・オアシス（ホンダ・オデッセイ（初代）のバッジエンジニアリング車）が採用されたことがあるが、耐久性の面で難があった事からいずれも早期に廃車となった。
カナダ（トロント、バンクーバーなど）
- トヨタ・カムリ、トヨタ・シエナ、トヨタ・プリウス、ホンダ・シビック、フォード・トーラス、シボレー・インパラなど

インドネシア
- トヨタ・ヴィオス、トヨタ・イノーバなど

インド
- アンバサダー、スズキ・スイフトディザイア

オーストラリア
- フォード・ファルコン (オーストラリア)、ホールデン・ステーツマン、ホールデン・コモドア、トヨタ・ハイエース、トヨタ・カムリなど。近年はトヨタ・プリウス/プリウスVも多く見かける。

シンガポール (Taxicabs of Singapore)
- トヨタ・クラウンコンフォート、ヒュンダイ・ソナタが多く使用されている。ホンダ・エアウェイブ、トヨタ・ウィッシュ、メルセデス・ベンツ・Eクラス、クライスラー・300などもある。過去にはトヨタ・コロナ、日産・セドリックもあった。

ベトナム
- トヨタ・ヴィオス、トヨタ・イノーバなど

タイ・バンコク
- トヨタ・カローラやサームロー（トゥクトゥク） - いわゆる三輪タクシーなど

ドイツ・フランクフルト
- メルセデス・ベンツEクラス、フォルクスワーゲン・パサートなど

フィリピン・マニラ
- トヨタ・ヴィオス、トライシクル（三輪タクシー）など

フランス・パリ
- ルノー・ラグナ、ルノー・メガーヌセダン、プジョー・407など。フォルクスワーゲン・トゥーラン、プジョー・3008、メルセデス・ベンツ・GLKクラスなどもみられ、多種多様。

北欧諸国（スウェーデン・ストックホルム、フィンランド・ヘルシンキ、デンマーク・コペンハーゲンほか）
- ボルボ、メルセデス・ベンツ・Eクラスなど

ロシア・モスクワ
- シュコダのオクタヴィアを使用している場合が多く、車体は黄色に塗られている。無線予約が可能なタクシー会社も存在しているが、需要に対してタクシーの台数が少ない事から、一般車のドライバーと料金交渉の上でタクシーとして利用する、いわゆる「白タク」の利用が一般的である。

韓国
- ヒュンダイ・ソナタ、ルノーサムスン・SM5/SM6、キア・K5などの中型車。尚、いずれにもLPG仕様のエンジンを搭載したタクシー専用車両がカタロググレードとして用意されている。また、一時期ルノーサムスン・SM3 Z.E.にEVタクシーがカタロググレードに設定されていたことがあるが、これは世界的に見ても珍しいケースである。
- 法令により、最長個人9年、法人6年運用可能であり、2400cc以上は追加2年運用可能である。登録後10年近く経過している車両は一部。
- 模範タクシー（＝모범택시、通常のものよりクラスが上）の場合、以下のように高級車種が多い。
  - ヒュンダイ・グレンジャー、ヒュンダイ・ダイナスティ、キア・K7、サンヨン・チェアマンなど

中国・上海、北京
- フォルクスワーゲン・サンタナ、フォルクスワーゲン・ジェッタ、ヒュンダイ・エラントラ、ヒュンダイ・ソナタ、シトロエンZX、ダイハツ・シャレードなど。近年はフォルクスワーゲン・トゥーランが急増している。また、上海にはフォルクスワーゲン車だけを保有する「大衆（フォルクスワーゲン）タクシーグループ」なるグループも存在する。

香港（香港的士 （中国語版）、Taxis of Hong Kong （英語版））
- トヨタ・コンフォート　（初代、2代目（日本名：ジャパンタクシー）併せて99%）、日産・セドリックセダン - 日本と同じく窓に日本語で「自動ドア」の表示がある。もちろん、運転手がドアを開けることができるが、実際は乗客が自分で開閉することが多い。また、近年はトヨタ・プリウスやトヨタ・ノア、フォード・トランジット、日産・NV200などの導入もある。
- 2001年まではディーゼルエンジンを使用した車が中心であったが、香港政府がその年にLPガス使用車以外の使用を禁止する方針を打ち出した為、ディーゼル車は次第に置き換えられ、現在ではLPガス車やガソリン車のみ使用されている。また、日産車は2005年で香港への輸出をいったん終了した為、新たに導入される車はトヨタ車のみであったが、2014年から再び日産車が導入されている。なお、トヨタ車も引き続き導入されている。
- 車両は全部新車として購入されているが、日本のタクシーの中古パーツも使われて、初乗り660円のステッカーが窓に残ったままの車や日本からの流用ボディもあった。

マカオ
- 一部にヒュンダイ・ソナタがあるほか、大部分がトヨタ・カローラである。2012年からトヨタ・カムリハイブリッド、トヨタ・アルファード、トヨタ・ノア、トヨタ・アベンシス、フォード・モンデオ、フォルクスワーゲン・キャディ、ルノー・ラティテュードなどの新車種が導入されている。

台湾・台北（計程車）
- トヨタ・カローラ、トヨタ・カムリ、トヨタ・ウィッシュ、トヨタ・シエンタ、トヨタ・RAV4 、日産・ティアナ、日産・リヴィナ、三菱・ランサー/ランサーフォルティス/グランドランサー、三菱・アウトランダーなど
- 全て黄色に塗装されており、簡単に見分ける事が出来る。台北地区で約3万1千台もの車両が営業しており、整備状態の良くない個人営業車も多いが、大手グループの営業車は、トヨタ・カムリなどのグレードの高い車を使用し、車内外ともに良く整備され、車内に花を飾るなどして、利用客が快適に利用出来る様にしている。また電話呼出しに応じている会社も多い。

なおこれらの他にも、個人タクシーやタクシー会社ごとの方針などにより他の車種を利用している場合もある。例えば、日本の東京都内では、トヨタ・クラウンアスリートやメルセデス・ベンツSクラス、BMW・7シリーズを利用した個人タクシーが実際に営業している。

## 世界のタクシーの画像

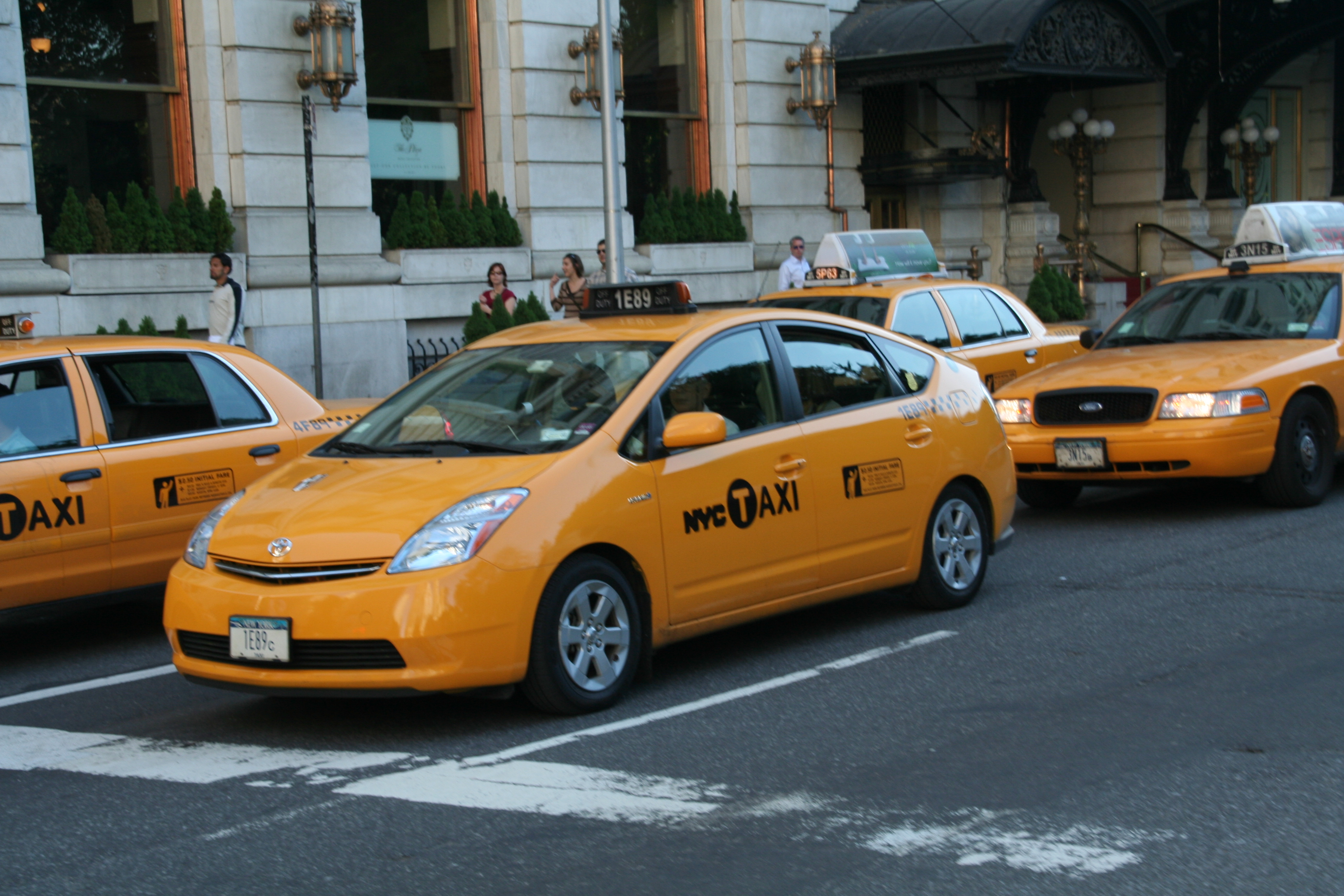
アメリカ合衆国・ニューヨークのハイブリッドカー、トヨタ・プリウス
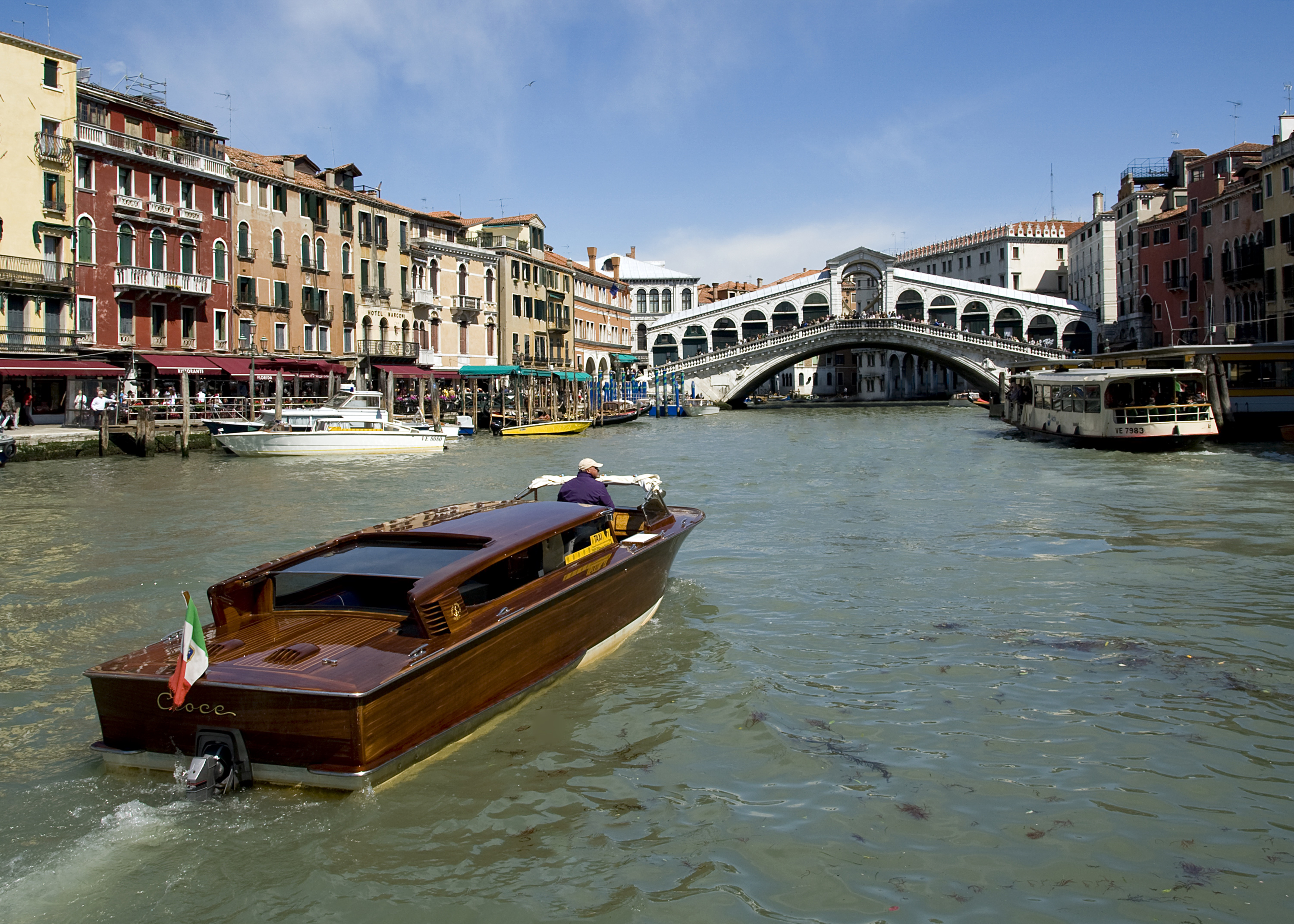
イタリア・ヴェネツィアの水上タクシー
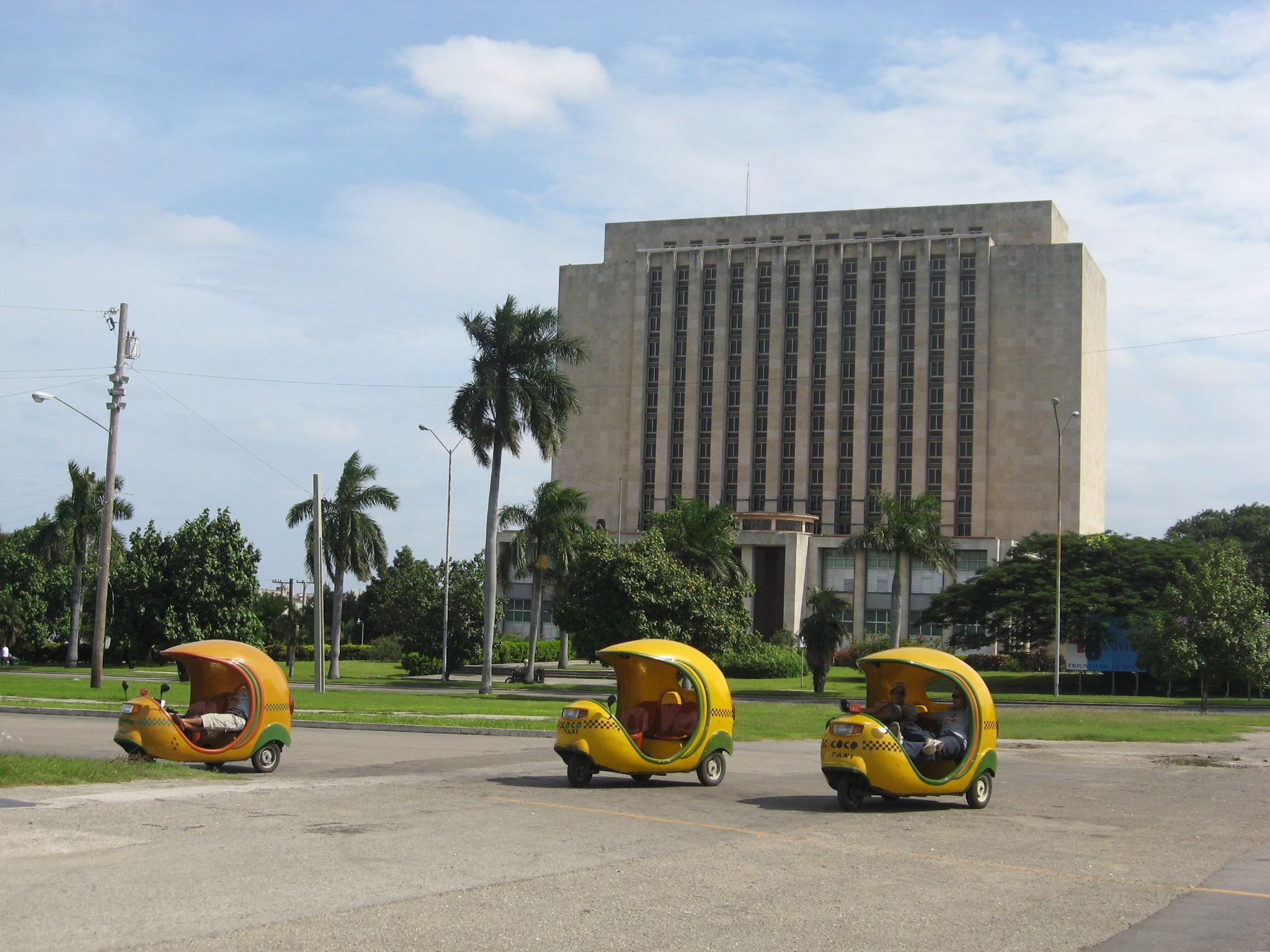
キューバ・ハバナの三輪タクシー
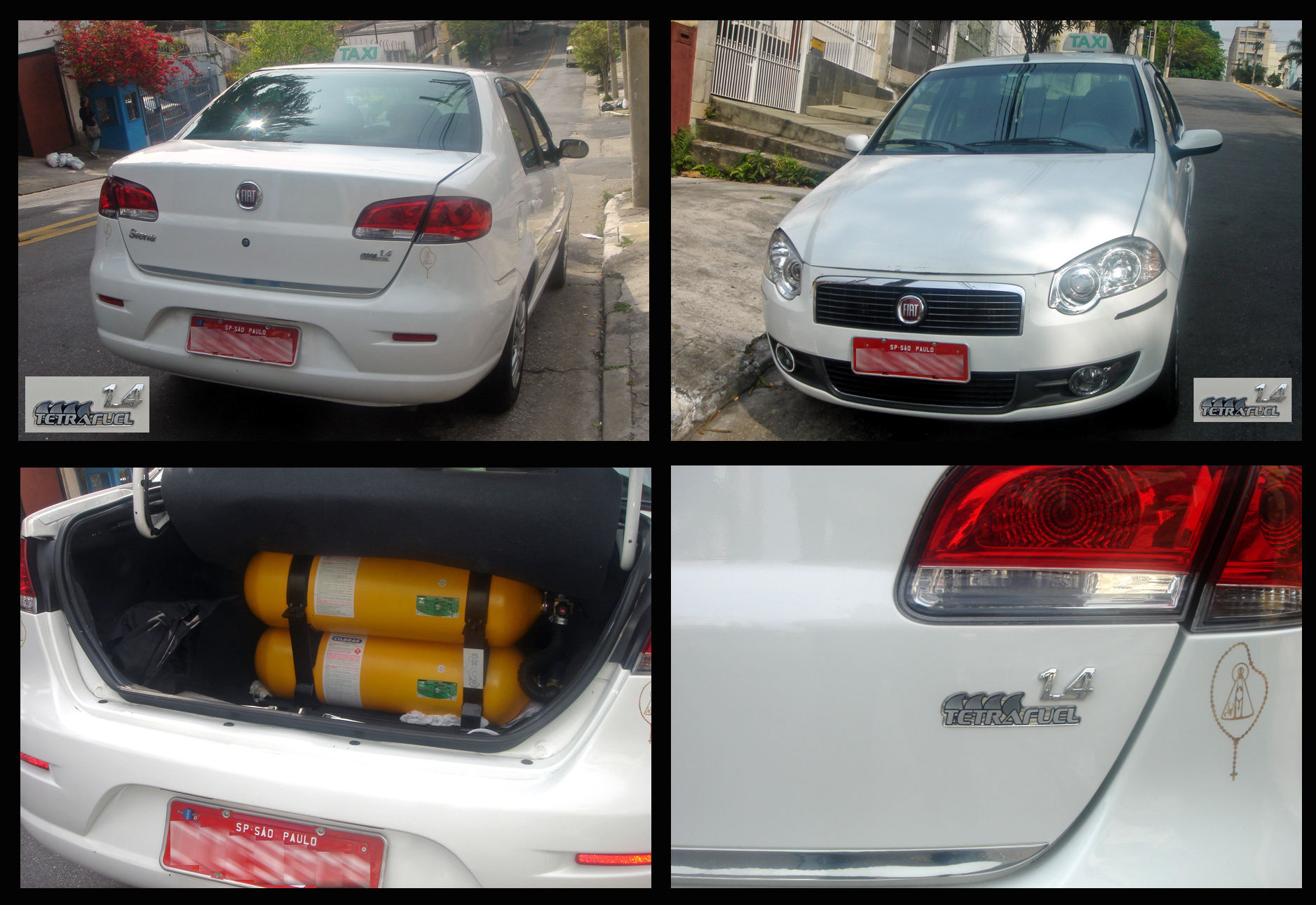
ブラジル・サンパウロのフィアット・シエナ。フレックス燃料又はCNGを用いたバイフューエルを動力源とする。
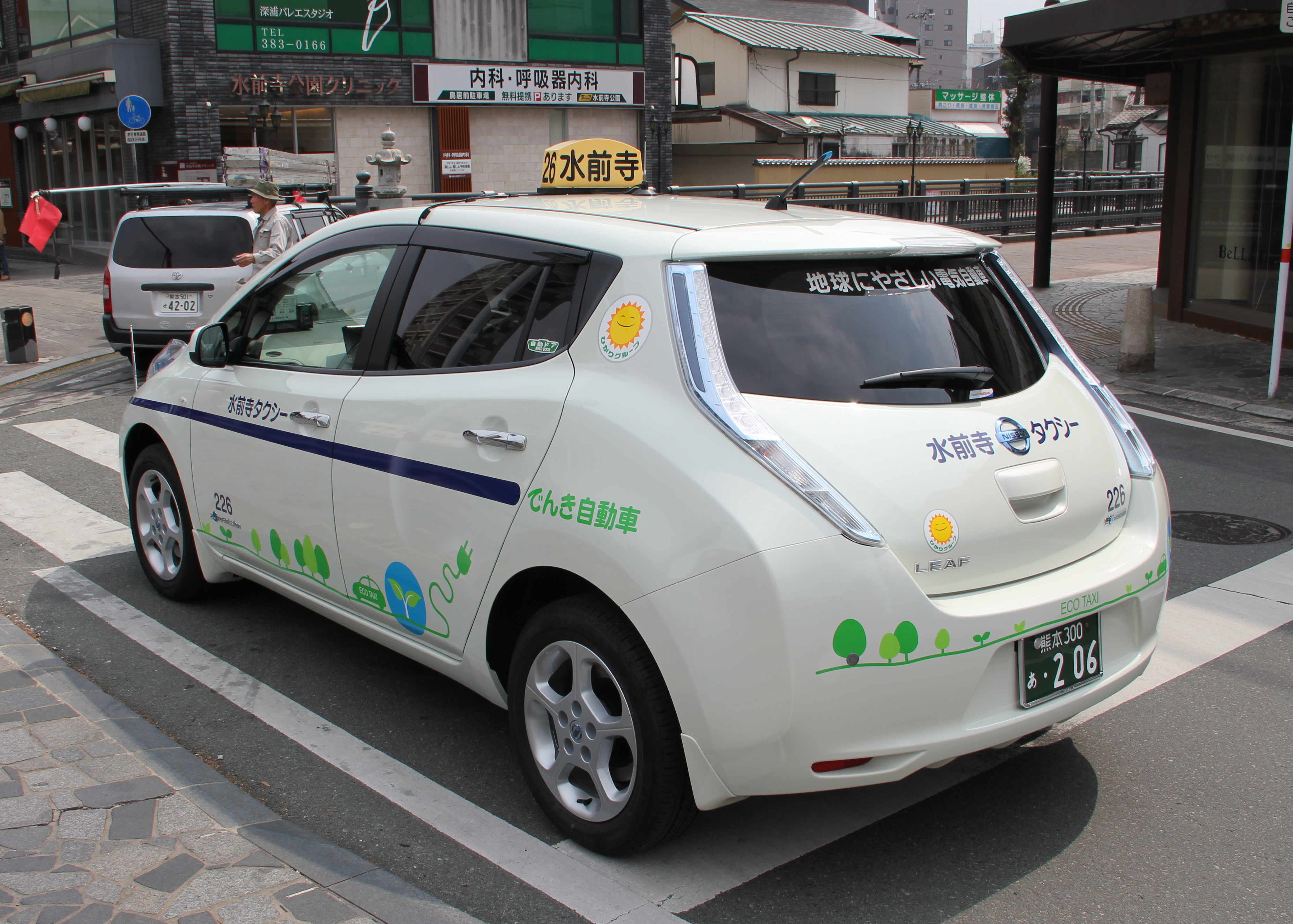
熊本市の電気自動車、日産・リーフ
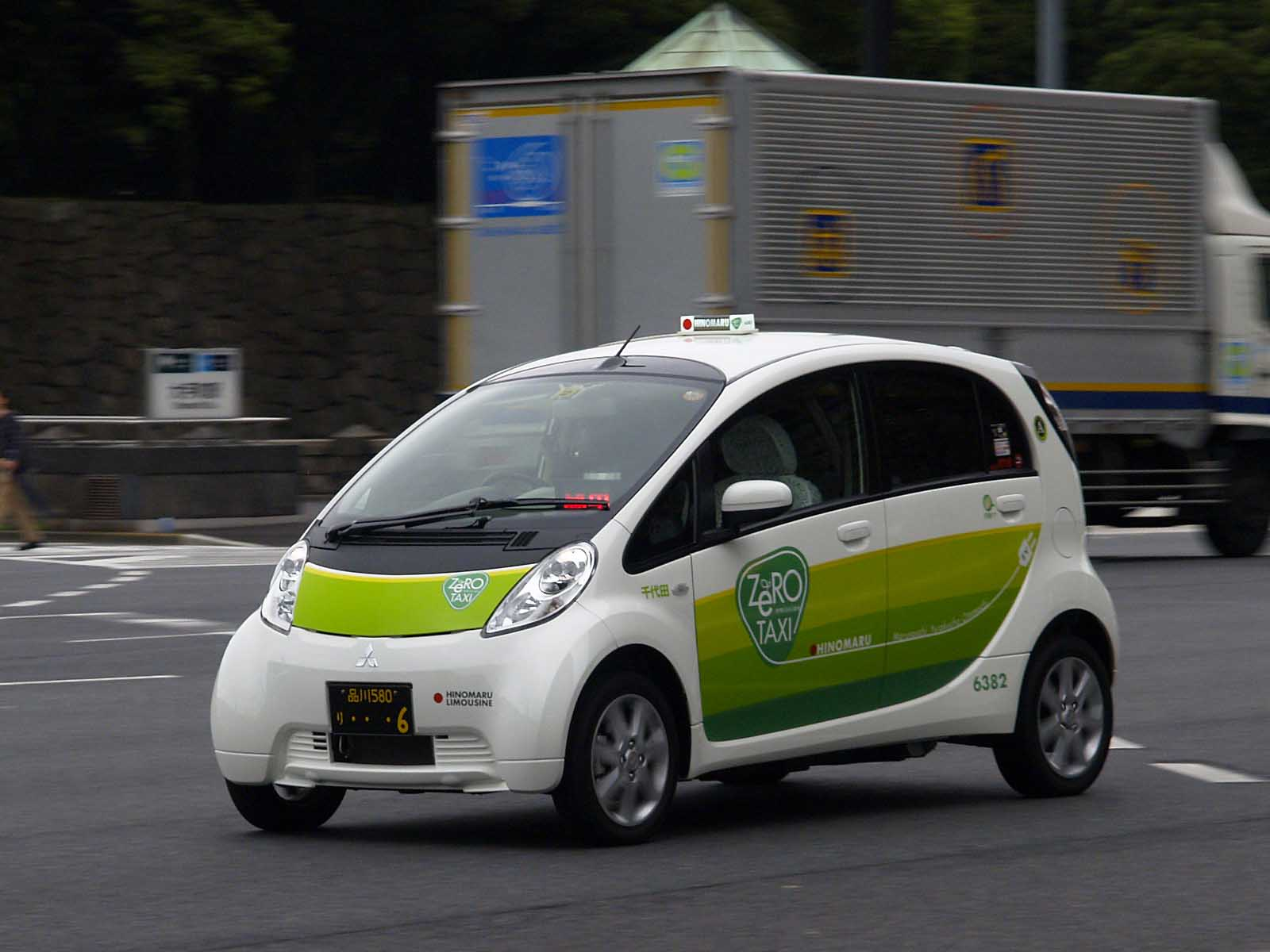
東京都の電気自動車、三菱・i-MiEV
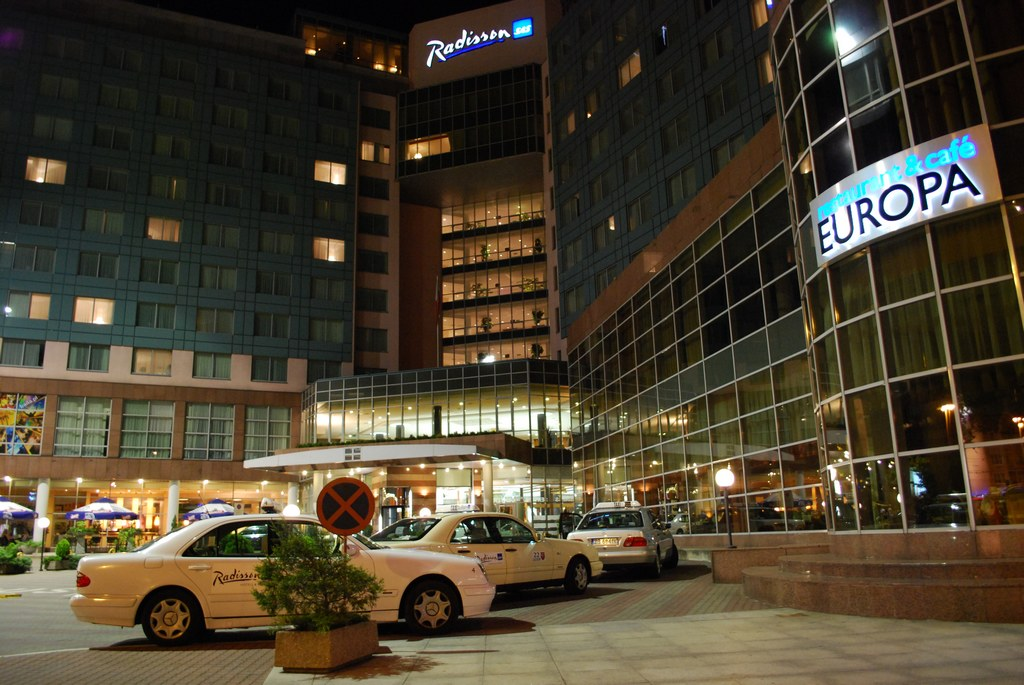
ホテル正面のタクシー, シュチェチン, ポーランド
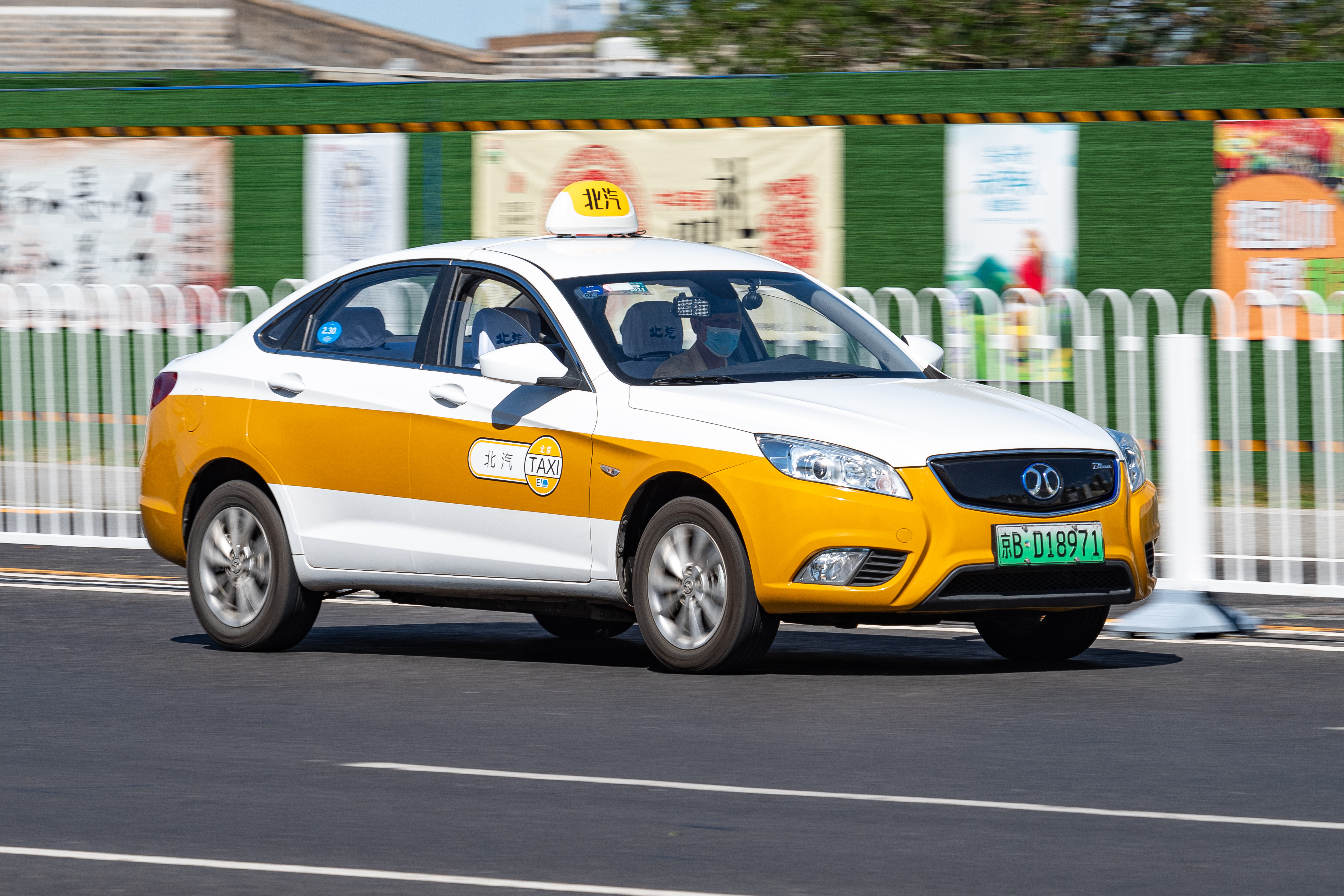
北京市の電気自動車、北汽・EU300
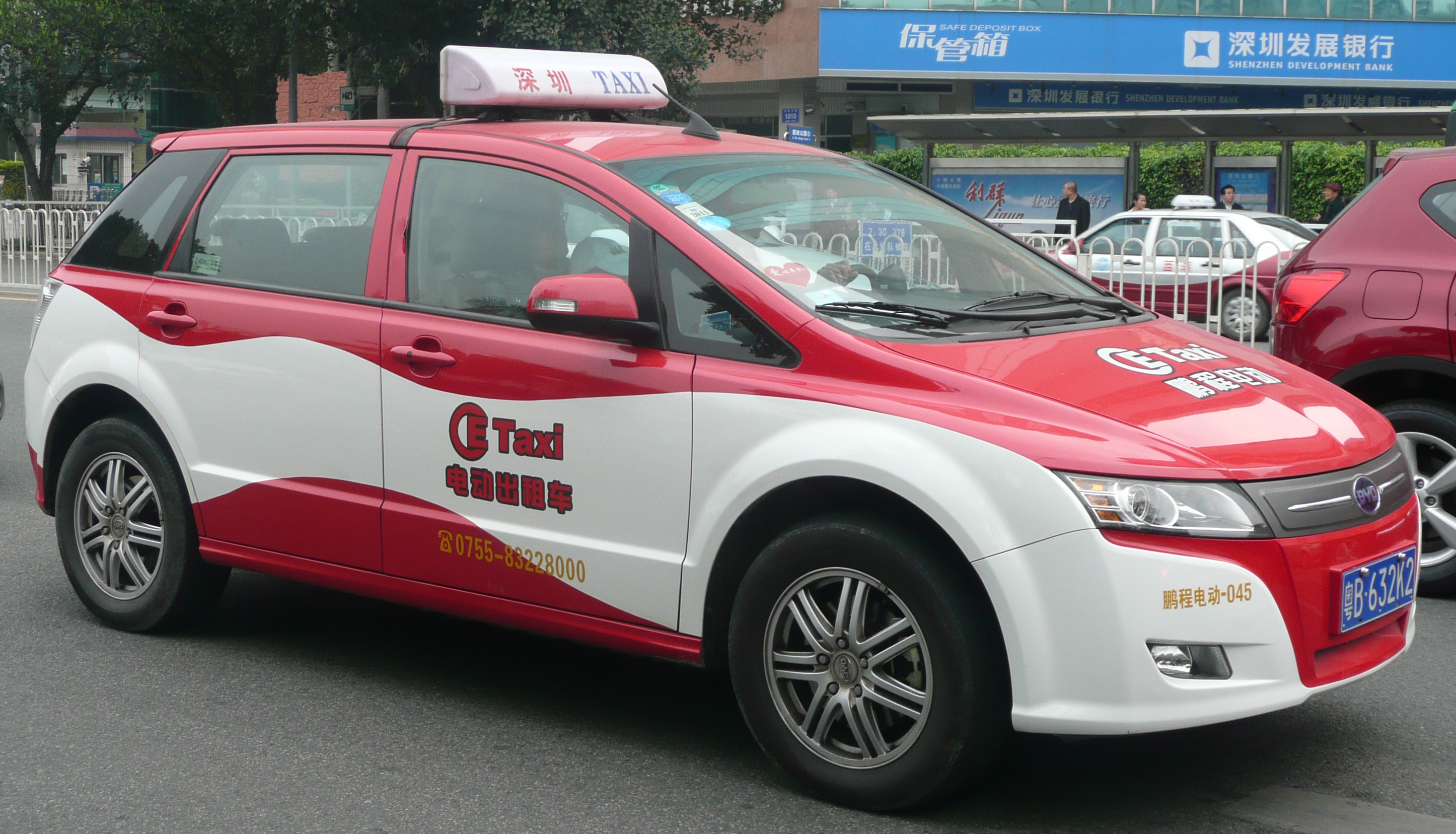
深圳市の電気自動車、BYD・e6
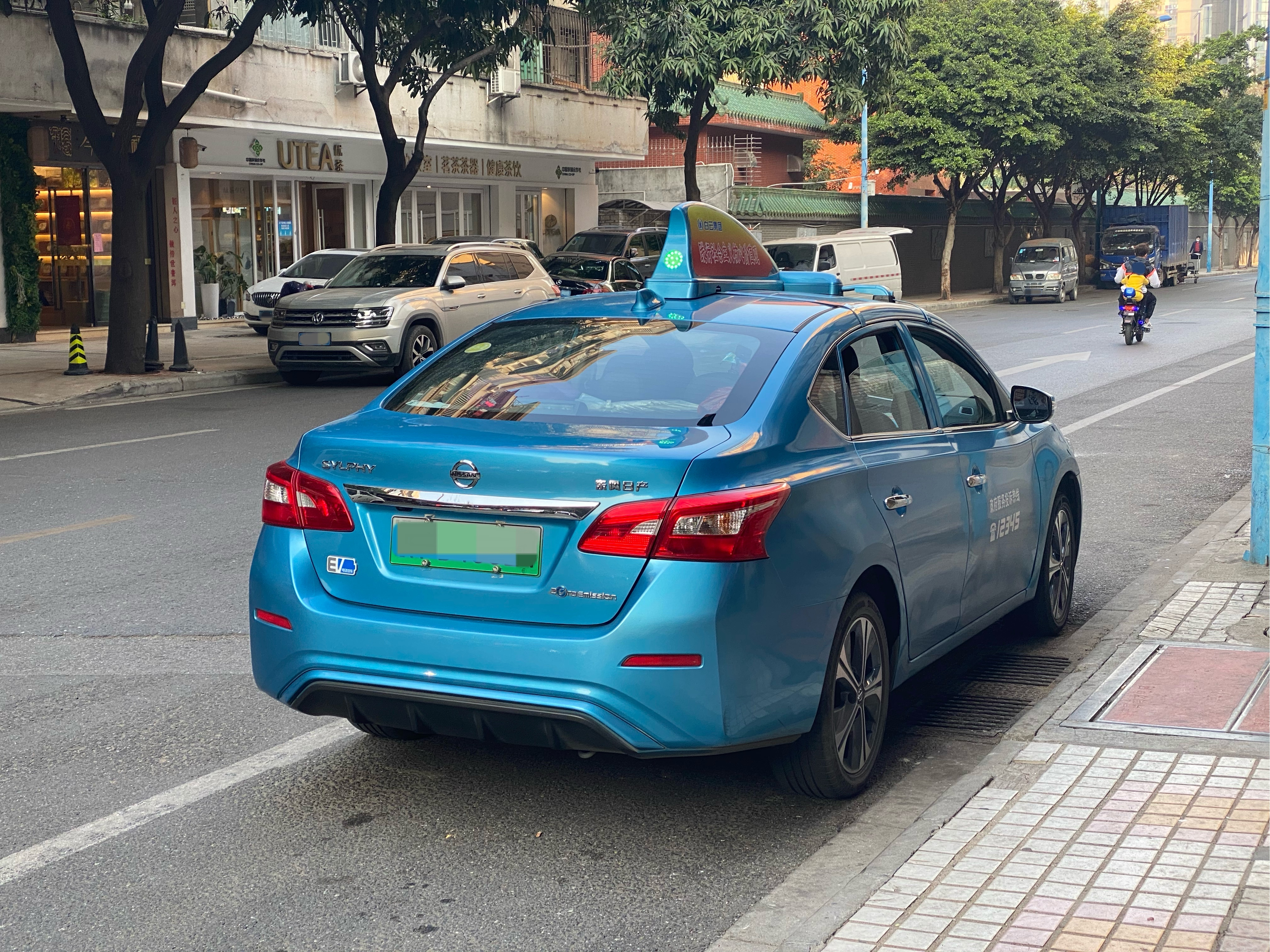
広州市の電気自動車、日産・シルフィ

### 主なタクシー会社
- イエローキャブ (タクシー) - 複数の事業者の通称。
- 日本のタクシー#主なタクシー事業者・グループ

### 自動車以外の乗り物を使うタクシー
- 三輪タクシー
- バイクタクシー
- 自転車タクシー - ベロタクシー
- 人力車
- エアタクシー - 航空機によるタクシー事業

### タクシーの文化
- 居酒屋タクシー
- 禁煙タクシー
- 痛タク

### 違法営業
- 神風タクシー
- 違法営業タクシー（中国語版）